# 阿卡尔省
阿卡尔省（阿拉伯语：‎）是黎巴嫩的一個省份，位於該國北部，西鄰地中海，南鄰北部省，東南面是巴勒貝克-希爾米勒省，始建於2014年，首府設於哈勒巴，面積788平方公里，2015年人口389,899，人口密度每平方公里495人。